# Patryk Kumór
Patryk Kumór (ur. 28 sierpnia 1982 w Będzinie), znany również jako Spectre – polski muzyk, kompozytor, producent muzyczny, wokalista i autor tekstów. Były członek zespołów Darzamat i Division by Zero. Członek zespołu EMO.

## Życiorys

### Kariera
W 2003 nawiązał współpracę z zespołami Division by Zero i Darzamat, z których odszedł odpowiednio w 2006 i 2008. W 2010 rozpoczął karierę solową. W 2012 został półfinalistą piątej edycji programu telewizji Polsat Must Be the Music. Tylko muzyka.
6 maja 2014 nakładem wytwórni muzycznej HQT Music Group wydał swój debiutancki album solowy pt. 13, który promował teledyskami do utworów: „Milion”, „Zamach” i „Szczęście” oraz z którym dotarł do 29. miejsca polskiej listy przebojów OLiS. 10 marca 2015 wydał drugi album pt. 2/2, na którego nagraniach wzięli udział: pianista Marcin „Pawbeats” Pawłowski, piosenkarka Joanna Czarnecka oraz gitarzysta Grzegorz Skawiński. Wydawnictwo dotarło do 40. miejsca najpopularniejszych płyt w Polsce (OLiS). 28 października 2016 wydał album pt. 11.

## Dyskografia

### Albumy studyjne
| Tytuł | Dane dot. albumu                                               | Pozycja na liście | Sprzedaż        | Certyfikat         |
| Tytuł | Dane dot. albumu                                               | POL               | Sprzedaż        | Certyfikat         |
| ----- | -------------------------------------------------------------- | ----------------- | --------------- | ------------------ |
| 13    | - Data: 6 maja 2014 - Wydawca: HQT Music Group                 | 29                |                 |                    |
| 2/2   | - Data: 10 marca 2015 - Wydawca: HQT Music Group               | 40                | - POL: 15 tys.+ | - POL: złota płyta |
| 11    | - Data: 28 października 2016 - Wydawca: Universal Music Polska | 49                |                 |                    |

### Single
| "Zamach"                     | 2013 | –  | – | 13  |
| "Pomiędzy nocą a dniem"      | 2013 | –  | – | 13  |
| „Szczęście”                  | 2014 | –  | – | 13  |
| „Chyba się nie znamy”        | 2015 | –  | – | 2/2 |
| „Nasze własne niebo”         | 2015 | –  | – | 2/2 |
| "Nigdy nie jest tak"         | 2016 | 48 | 3 | 11  |
| „Tylko czas”                 | 2016 | –  | – | 11  |
| „Nudzę się”                  | 2017 | 25 | 3 | 11  |
| „Ogień i lód”                | 2017 | 11 | 4 | –   |
| „Skok na bank”               | 2018 | –  | – | –   |
| „Wolnym być”                 | 2018 | –  | – | –   |
| „Hooligan”                   | 2019 | –  | – | –   |
| „–” singel nie był notowany. |      |    |   |     |

### Inne
| Album                                                      | Rok  | Utwór                                              | Źródło |
| ---------------------------------------------------------- | ---- | -------------------------------------------------- | ------ |
| Division by Zero – Code of Soul                            | 2004 | członek zespołu, instrumenty klawiszowe            | [ 23 ] |
| Darzamat – SemiDevilish                                    | 2004 | członek zespołu, instrumenty klawiszowe            | [ 24 ] |
| Division by Zero – Out Of Body Experience                  | 2005 | członek zespołu, instrumenty klawiszowe            | [ 25 ] |
| Darzamat – Transkarpatia                                   | 2005 | członek zespołu, instrumenty klawiszowe            | [ 26 ] |
| Darzamat – Live Profanity (Visiting the Graves of Heretic) | 2007 | członek zespołu, instrumenty klawiszowe            | [ 27 ] |
| Darzamat – Solfernus’ Path                                 | 2009 | członek zespołu, instrumenty klawiszowe            | [ 28 ] |
| Dawid Kwiatkowski – 9893                                   | 2013 | gościnnie śpiew                                    | [ 29 ] |
| Dawid Kwiatkowski – 9893 Akustycznie                       | 2014 | produkcja muzyczna, gościnnie śpiew                | [ 30 ] |
| AK-47 – Pierwszy dzień w piekle                            | 2015 | instrumenty klawiszowe, muzyka, produkcja muzyczna | [ 31 ] |

## Teledyski
| Tytuł                | Rok  | Reżyseria           | Album | Źródło |
| -------------------- | ---- | ------------------- | ----- | ------ |
| „Milion”             | 2012 | Remigiusz Rąpała    | 13    | [ 8 ]  |
| „Zamach”             | 2013 | 9liter filmy        | 13    | [ 9 ]  |
| „Szczęście”          | 2014 | –                   | 13    | [ 10 ] |
| „Nasze własne niebo” | 2015 | Grymuza & Lewicka   | 2/2   | [ 32 ] |
| „Wodospad”           | 2015 | –                   | 2/2   | [ 33 ] |
| „Adrenalina”         | 2015 | Remigiusz Rapala    | 2/2   | [ 34 ] |
| „Nigdy nie jest tak” | 2016 | –                   | 11    | [ 35 ] |
| „Tylko czas”         | 2016 | Anna Powierża       | 11    | [ 36 ] |
| „Nudzę się”          | 2017 | Anna Powierża       | 11    | [ 37 ] |
| „Ogień i lód”        | 2017 | Pascal Pawliszewski |       | [ 38 ] |

## Filmografia
| Tytuł                        | Rok  | Uwagi                       | Źródło |
| ---------------------------- | ---- | --------------------------- | ------ |
| PZPR. Krótki kurs historii   | 2008 | film dokumentalny, muzyka   | [ 39 ] |
| To jest moja olimpiada       | 2008 | film dokumentalny, muzyka   | [ 39 ] |
| Sieroty spod znaku wrony     | 2008 | film dokumentalny, muzyka   | [ 39 ] |
| Seryjni mordercy             | 2008 | serial dokumentalny, muzyka | [ 39 ] |
| A fe, czyli polskie śmietnik | 2008 | film dokumentalny, muzyka   | [ 39 ] |
| Śląski wrzesień              | 2009 | film dokumentalny, muzyka   | [ 39 ] |
| Tajemnice Jasnej Góry        | 2010 | film dokumentalny, muzyka   | [ 39 ] |
| Jedenaście dni               | 2011 | film dokumentalny, muzyka   | [ 39 ] |
| Między chwilami              | 2013 | film dokumentalny, muzyka   | [ 39 ] |
| Tu Stalinogród               | 2013 | film dokumentalny, muzyka   | [ 39 ] |